# Bossa Nova Baby
Bossa Nova Baby är en låt skriven av Jerry Leiber och Mike Stoller, som ursprungligen spelades in av R&B-gruppen The Clovers 1962. Låten blev betydligt mer uppmärksammad då Elvis Presley spelade in den 1963. Den medtogs i filmen Kul i Acapulco och utgavs som vinylsingel i oktober 1963. I Sverige gick singelns b-sida "Witchcraft" in på Tio i topp med en femteplats som bästa placering.
Cornelis Vreeswijk skrev 1964 svensk text till melodin, vilken sjöngs in av Siw Malmkvist. Anne-Lie Rydé sjöng in den på nytt 1992 till albumet Stulna kyssar som innehöll covers av äldre svenska schlagers.

## Listplaceringar
| Lista (1963-1964) | Topplacering          |
| ----------------- | --------------------- |
| Finland           | 6                     |
| Nederländerna     | 12                    |
| Norge             | 2 (VG-lista)          |
| Storbritannien    | 13                    |
| Sverige           | 4 (Kvällstoppen)      |
| USA               | 8 (Billboard Hot 100) |
| Västtyskland      | 12                    |